# Agnès Ndoumbé Mandeng
Agnès Ndoumbé-Mandeng, née en 1957, est une banquière camerounaise, qui a effectué son parcours au sein du ministère des finances du Cameroun, puis est devenue la première directrice générale de la Banque camerounaise des PME (BC-PME), un établissement public nouveau, créé pour faciliter l’accès au crédit des PME.

## Biographie

### Enfance, débuts et formations
Originaire du département du Wouri, dans la région du Littoral, elle est née le 17 mars 1957. Après une maîtrise en sciences économiques à l’université Paris-Est-Créteil-Val-de-Marne à Créteil, elle  poursuit par un diplôme d’études supérieures spécialisées (DESS), catégorie Banques et finances  à Rennes, et est titulaire d’un doctorat de troisième cycle en analyse et politique économiques, lui aussi  obtenu à Rennes, en 1986,.

### Carrière
De retour au Cameroun, après ce doctorat en France, elle occupe différents postes au sein du ministère camerounais des finances, et est notamment  responsable de la division des études et des finances extérieures au sein de la direction générale du Tréso. Elle est aussi depuis 2008 commissaire de la Commission bancaire de l'Afrique centrale,.
À partir de 2011, elle est directrice de la coopération financière et monétaire, toujours au sein de la direction générale du Trésor, au ministère des Finances camerounais.
Le 6 juin 2014, à Yaoundé, l’assemblée générale des actionnaires et du conseil d’administration de la nouvelle Banque camerounaise des PME (BC-PME), la nomme directrice générale de cet établissement public bancaire. Le 20 juillet 2015, cette banque ouvre sa première agence à Yaoundé.

### Vie privée
Agnès Ndoumbé est l'épouse de Mandeng Likeng.